# Liste der Mitglieder der Deutschen Akademie der Naturforscher Leopoldina/1845
Die Liste der Mitglieder der Deutschen Akademie der Naturforscher Leopoldina für 1845 enthält alle Personen, die im Jahr 1845 zum Mitglied ernannt wurden. Insgesamt gab es neun neu gewählte Mitglieder.

## Mitglieder
| Nr.  | Name                                | Beiname        | Geboren       | Aufnahme | Gestorben     | Sektion                                      | Bild                      | Datenbank                           |
| ---- | ----------------------------------- | -------------- | ------------- | -------- | ------------- | -------------------------------------------- | ------------------------- | ----------------------------------- |
| 1553 | Joseph Dalton Hooker                | Graham         | 30. Juni 1817 | 25. Aug. | 10. Dez. 1911 | Botanik                                      | Joseph Dalton Hooker      | Sir Joseph Hooker                   |
| 1554 | Johann Jakob von Tschudi            | Ulloa          | 25. Juli 1818 | 25. Aug. | 8. Okt. 1889  | Zoologie                                     | Johann Jakob von Tschudi  | Johann Jacob von Tschudi            |
| 1555 | Georg Carl Berendt                  | Breynius       | 13. Juni 1790 | 15. Okt. | 4. Jan. 1850  | Medizin                                      |                           | Georg Carl Berendt                  |
| 1556 | Heinrich Ernst Beyrich              | von Hoff       | 31. Aug. 1815 | 15. Okt. | 9. Juli 1896  | Mineralogie, Kristallographie und Petrologie | Heinrich Ernst Beyrich    | Ernst Beyrich                       |
| 1557 | Johann Friedrich Andreas Eichelberg | Blumenbach II. | 11. März 1808 | 15. Okt. | 25. Apr. 1871 | Mineralogie, Kristallographie und Petrologie |                           | Johann Friedrich Andreas Eichelberg |
| 1558 | Michael Pius Erdl                   | Darwin II.     | 5. Mai 1815   | 15. Okt. | 25. Feb. 1848 | Anatomie                                     |                           | Michael Erdl                        |
| 1559 | Theodor Plieninger                  | Jakob Cammerer | 17. Nov. 1795 | 15. Okt. | 26. Apr. 1879 | Mineralogie, Kristallographie und Petrologie |                           | Wilhelm Heinrich Theodor Plieninger |
| 1560 | Robert Hermann Schomburgk           | Aublet         | 5. Juni 1804  | 15. Okt. | 11. März 1865 | Geographie                                   | Robert Hermann Schomburgk | Sir Robert Hermann Schomburgk       |
| 1561 | Ludwig Adolf Neugebauer             | Meckel II.     | 6. Mai 1821   | 10. Dez. | 9. Aug. 1890  | Geburtshilfe und Gynäkologie                 |                           | Ludwig Neugebauer                   |

## Hinweis zu den Lebensdaten
In der Liste sind zunächst die Lebensdaten gemäß Archiv der Leopoldina aufgenommen. Diese beziehen sich auf die Angaben gem. Neigebaur (1860) und Ule (1889). Die Lebensdaten im Namensartikel können daher von den Lebensdaten in der Liste abweichen.